# Trifurcula calycotomella
Trifurcula calycotomella là một loài bướm đêm thuộc họ Nepticulidae. Nó được miêu tả bởi A. và Z. Laštuvka năm 1997. It was described from Liguria, Ý, but is also được tìm thấy ở Tây Ban Nha, Pháp, Croatia và Hy Lạp.
Ấu trùng ăn Calicotome spinosa.